# Nichols (Iowa)
Nichols es una ciudad ubicada en el condado de Muscatine en el estado estadounidense de Iowa. En el Censo de 2010 tenía una población de 374 habitantes y una densidad poblacional de 622,42 personas por km².

## Geografía
Nichols se encuentra ubicada en las coordenadas 41°28′47″N 91°18′29″O / 41.47972, -91.30806. Según la Oficina del Censo de los Estados Unidos, Nichols tiene una superficie total de 0.6 km², de la cual 0.6 km² corresponden a tierra firme y (0%) 0 km² es agua.

## Demografía
Según el censo de 2010, había 374 personas residiendo en Nichols. La densidad de población era de 622,42 hab./km². De los 374 habitantes, Nichols estaba compuesto por el 87.43% blancos, el 1.07% eran afroamericanos, el 0% eran amerindios, el 2.14% eran asiáticos, el 0% eran isleños del Pacífico, el 8.29% eran de otras razas y el 1.07% pertenecían a dos o más razas. Del total de la población el 16.31% eran hispanos o latinos de cualquier raza.